# Heterotropus diamantis
Heterotropus diamantis är en tvåvingeart som beskrevs av Greathead 2006. Heterotropus diamantis ingår i släktet Heterotropus och familjen svävflugor.
Artens utbredningsområde är Namibia. Inga underarter finns listade i Catalogue of Life.